# Hadiboh
Hadiboh, voorheen Tamrida, is een kuststad aan de noordkant van het Jemenitische eiland Socotra, niet ver van de berg Jabal Al-Jahir. Het is de centrale en tevens de belangrijkste stad van de archipel en heeft 8454 inwoners (telling 2004). Hadiboh is de hoofdstad van het grotere oostelijke en gelijknamige district Hadiboh van het gouvernement Socotra. 
12 kilometer ten westen van Hadiboh ligt de luchthaven van het eiland. 